# Dorso-de-quilha-quadriculada
Fowlea piscator, comumente conhecida como dorso-de-quilha-quadriculada, é uma espécie comum de serpente da subfamília Natricinae, pertencente à família Colubridae. A espécie é endêmica da Ásia e não é venenosa.

## Descrição

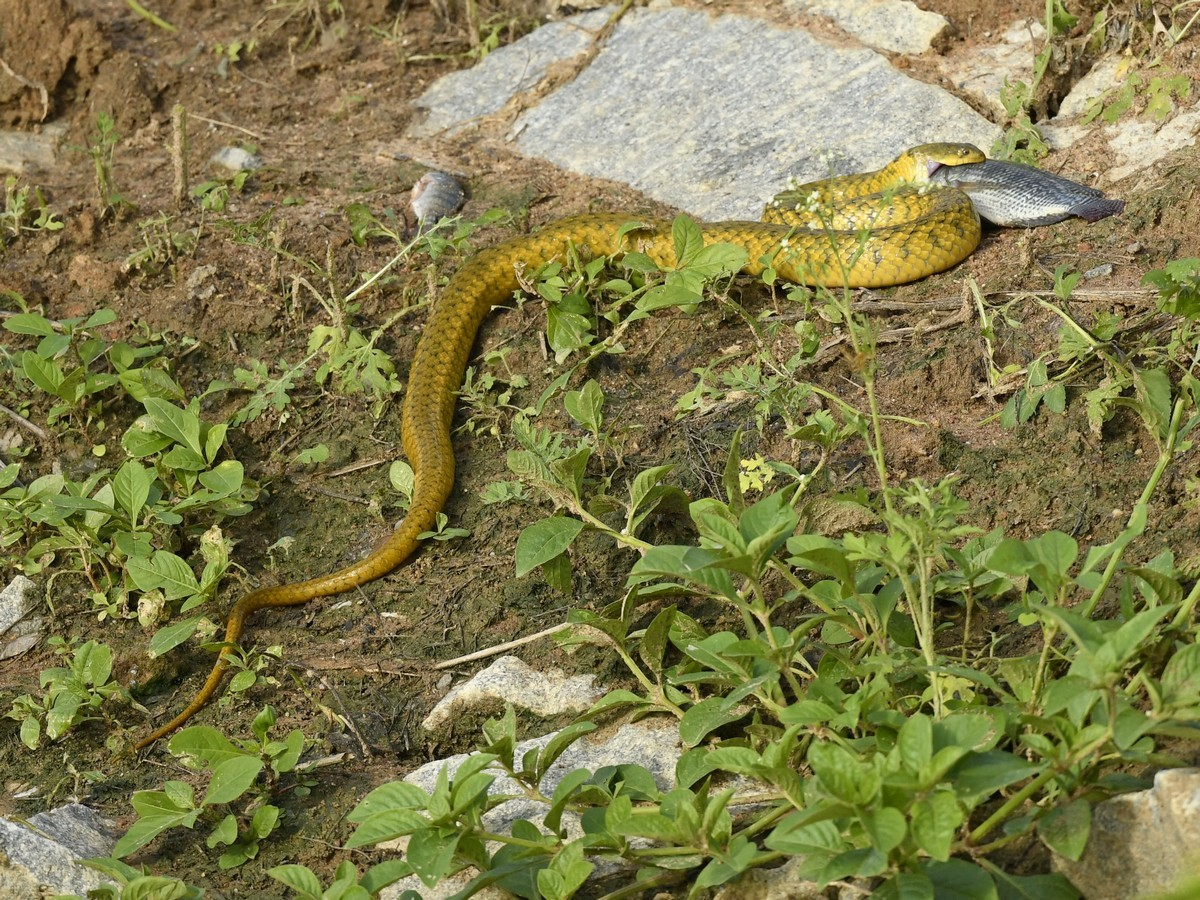
Comendo um peixe, em Karnataka, Índia

O olho de F. piscator é relativamente pequeno e mais curto que a distância até a narina em indivíduos adultos. A escama rostral é visível de cima. As escamas internasais são muito estreitas anteriormente e subtriangulares, com o ângulo anterior truncado e tão longo quanto as escamas pré-frontais. A escama frontal é mais longa que a distância até a extremidade do focinho e tão longa quanto as parietais ou ligeiramente mais curta. A escama loreal é quase tão longa quanto profunda. Há uma escama pré-ocular e três (raramente quatro) pós-oculares. As escamas temporais são geralmente 2+2 ou 2+3. Normalmente, há nove escamas labiais superiores, com a quarta e a quinta tocando o olho, e cinco escamas labiais inferiores em contato com as escamas mentais anteriores, que são mais curtas que as posteriores. As escamas dorsais estão dispostas em 19 fileiras, fortemente quilhadas, com as fileiras externas lisas. As escamas ventrais variam de 125 a 158, a escama anal é dividida, e as escamas subcaudais variam de 64 a 90. A coloração é muito variável, composta por manchas escuras dispostas em padrão quincuncial, frequentemente separadas por uma rede esbranquiçada, ou por faixas longitudinais pretas sobre um fundo claro, ou ainda por faixas transversais escuras, com ou sem manchas esbranquiçadas. Duas listras oblíquas pretas, uma abaixo e outra atrás do olho, são quase constantes. As partes inferiores são brancas, com ou sem margens pretas nas escamas.
F. piscator é uma serpente de tamanho médio, mas pode atingir dimensões consideráveis. Adultos podem alcançar um comprimento total (focinho-cloaca) de 1,75 m.

## Comportamento defensivo

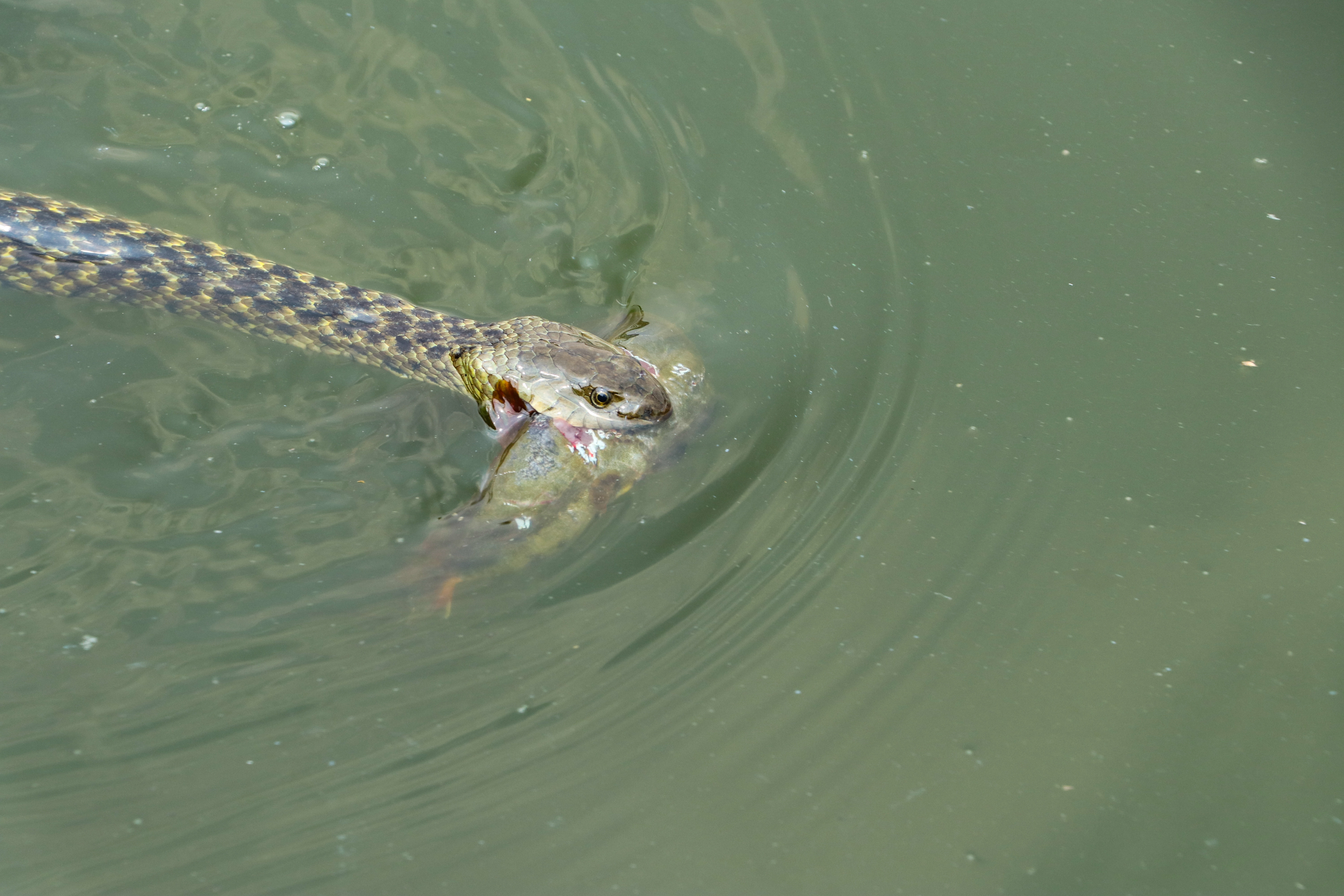
Com uma presa de peixe-gato, Kathmandu, Nepal.

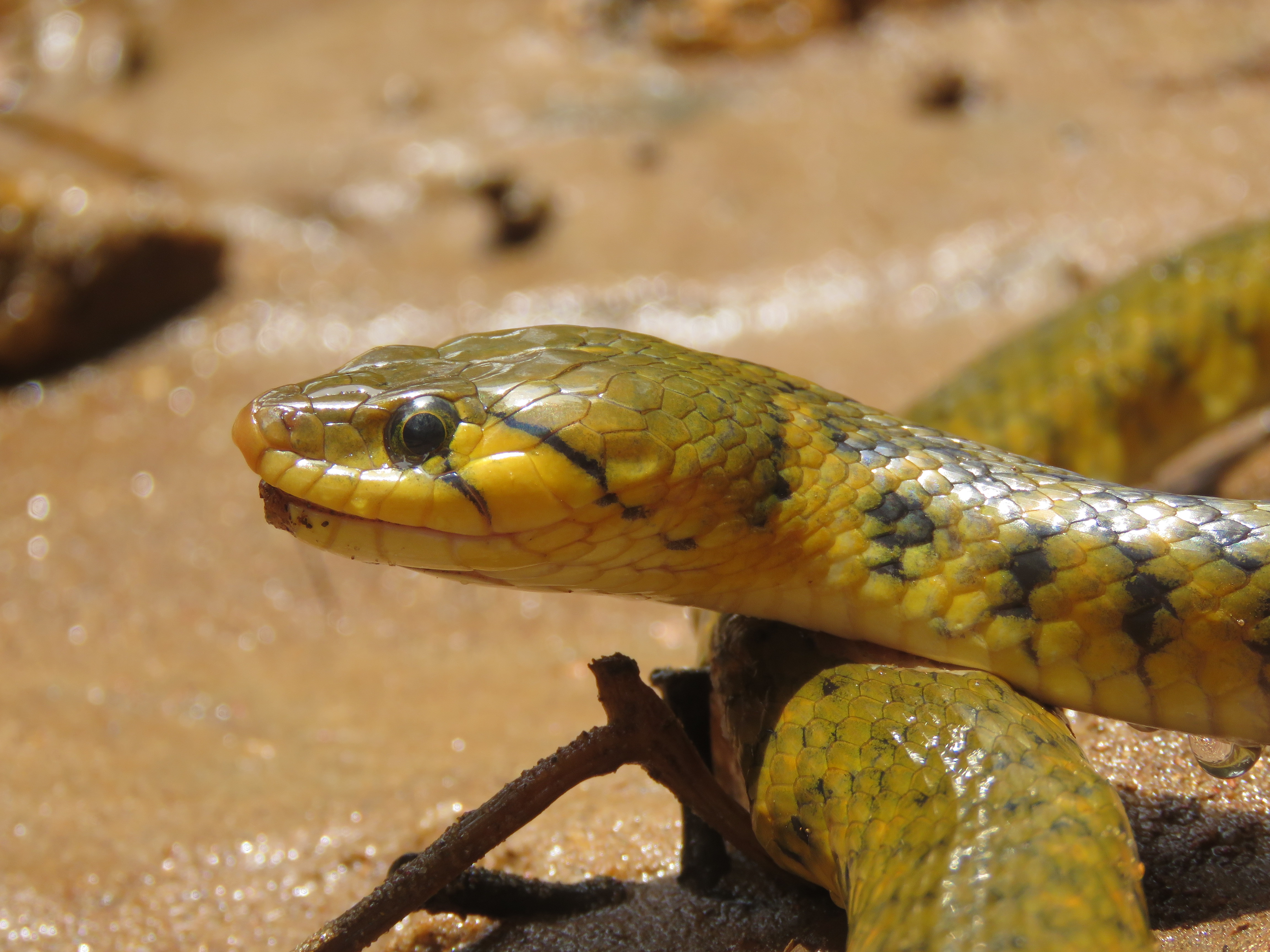
Em Kerala, Índia.

Agressiva quando ameaçada ou encurralada. Na maioria das vezes, essa serpente tenta erguer a cabeça o máximo possível e expandir a pele do pescoço, imitando o capelo de uma Naja e intimidando a ameaça. Embora não seja venenosa para humanos, ela pode morder, causando uma mordida dolorosa e inflamatória.
F. piscator pode perder a cauda como mecanismo de fuga. Um caso raro de autotomia foi relatado no Vietnã.

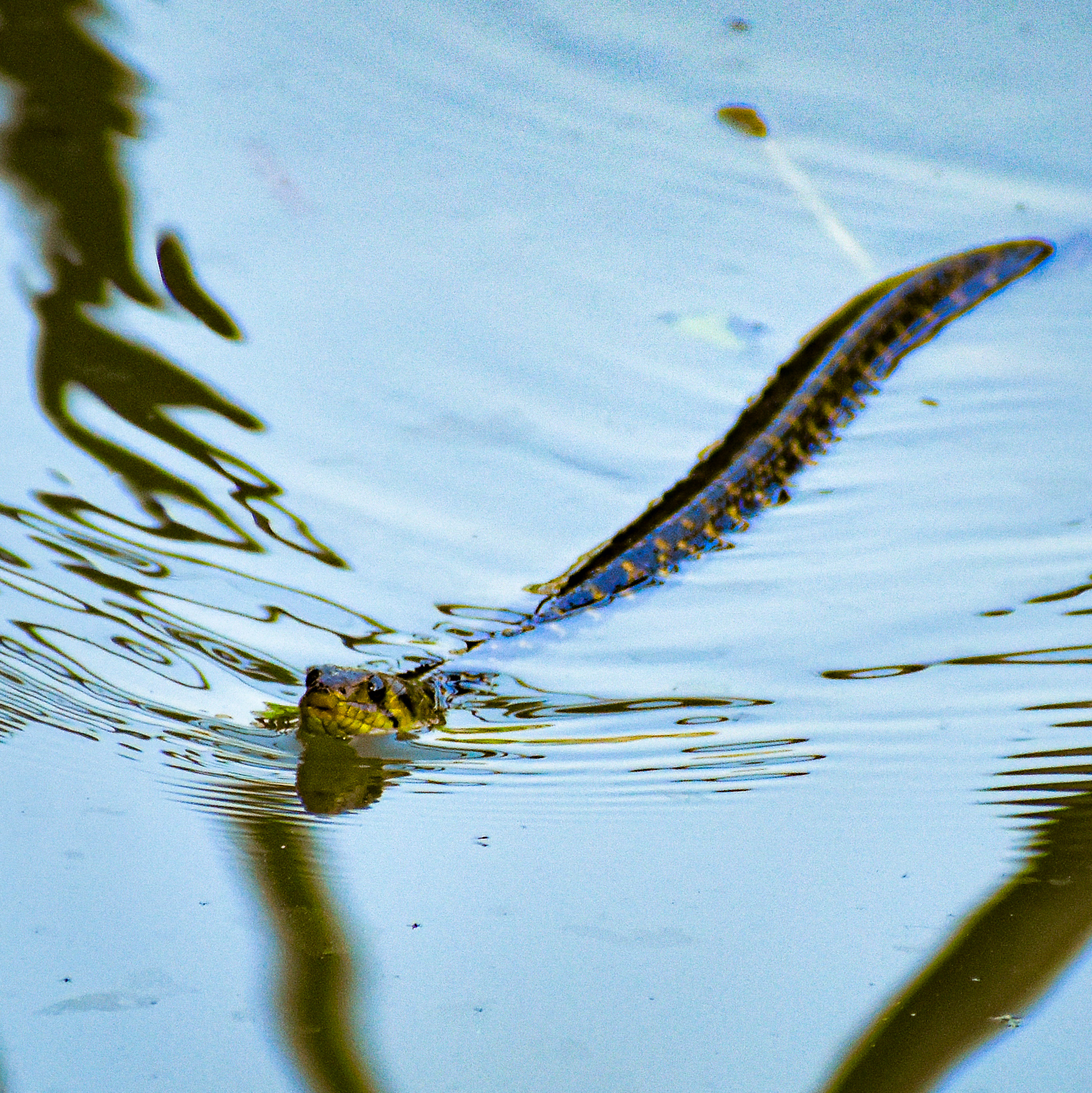
Uma dorso-de-quilha-quadriculada (localmente conhecida como "Joldhora") nadando em Beel Dakatia, Khulna, Bangladesh.

## Habitat
Ativa durante o dia e a noite. O habitat preferido de F. piscator é dentro ou perto de corpos de água doce e campos de arroz.

## Dieta
F. piscator se alimenta principalmente de peixes, anfíbios e artrópodes, ocasionalmente de roedores e ovos de anfíbios, e raramente de aves e tartarugas.

## Reprodução
F. piscator é ovípara. O tamanho da ninhada é geralmente de 30 a 70 ovos, mas pode variar de 4 a 100 ovos. O tamanho dos ovos também é variável, com cada ovo podendo ter de 1,5 a 4,0 cm de comprimento. A fêmea protege os ovos até a eclosão que leva 60-70 dias. Cada filhote tem cerca de 11 cm de comprimento.

## Distribuição geográfica
F. piscator é encontrada no Afeganistão, Bangladesh, Paquistão, Sri Lanka, Índia, Mianmar, Nepal, Tailândia, Laos, Camboja]], Vietnã, Malásia Ocidental, China (Zhejiang, Jiangxi, Fujian, Guangdong, Hainan, Guangxi, Yunnan), Taiwan, Austrália e Indonésia (Sumatra, Java, Bornéu, Celebes = Sulawesi).
Localidade-tipo: "Índias Orientais", restrito, por inferência geográfica, às áreas costeiras do norte do estado de Andhra Pradesh, no leste da Índia.

## Taxonomia
A subespécie F. p. melanzostus foi elevada ao status de espécie, como Fowlea melanzostus, por Indraneil Das em 1996. Não há subespécies conhecidas.

## Galeria para características de identificação

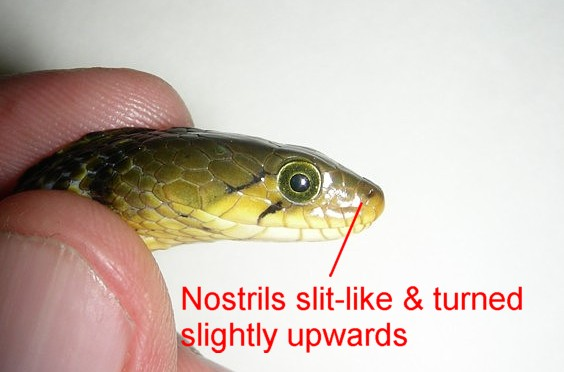
Foto 1 - Narinas ligeiramente voltadas para cima
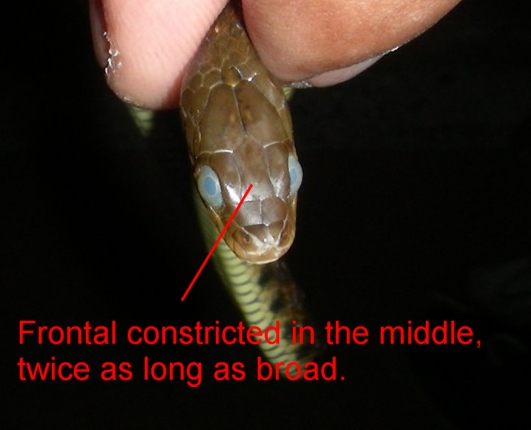
Foto 2 - Escama frontal estreitada no meio, duas vezes mais longa que larga
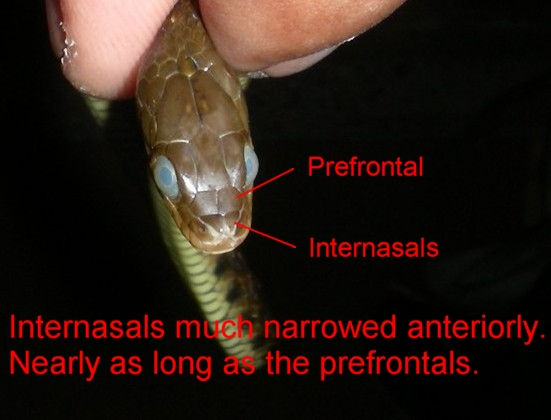
Foto 3 - Escamas internasais muito estreitas anteriormente, quase tão longas quanto as pré-frontais
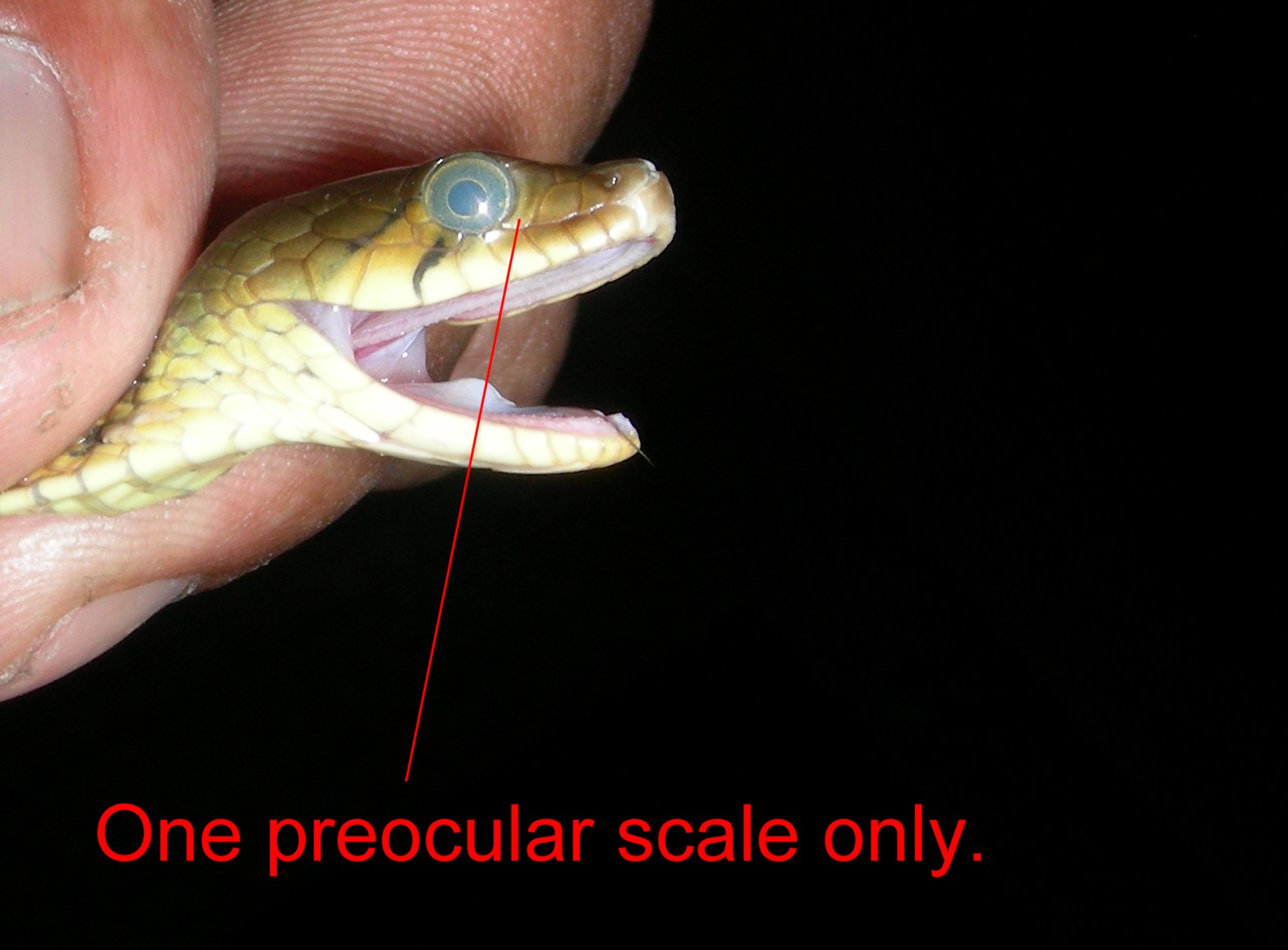
Foto 4 - Apenas uma escama pré-ocular
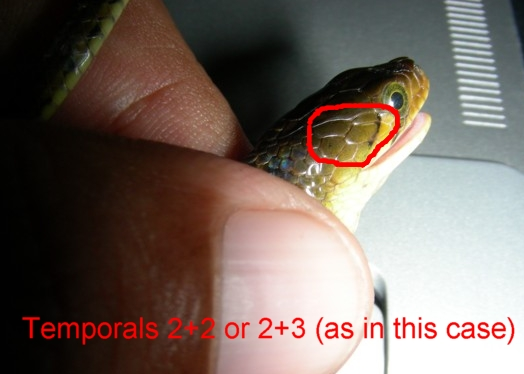
Foto 5 - Escamas temporais são 2+2 ou 2+3 (como na foto)
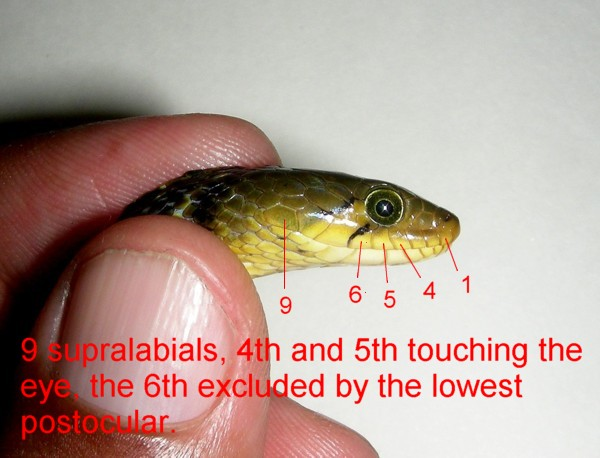
Foto 6 - 9 escamas supralabiais, 4ª e 5ª tocando o olho, a 6ª excluída pela pós-ocular mais baixa
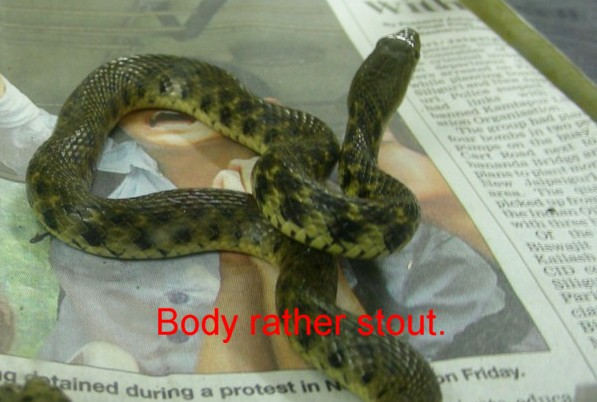
Foto 7 - Corpo relativamente robusto
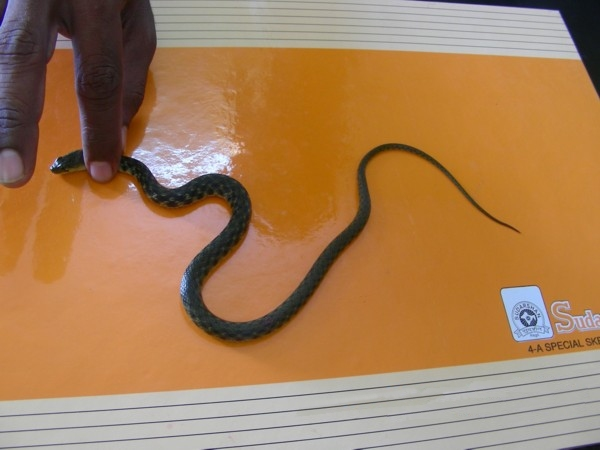
Foto 8 - Cauda pequena
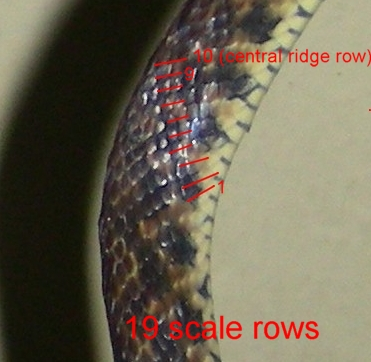
Foto 9 - Escamas em 19 fileiras distintas
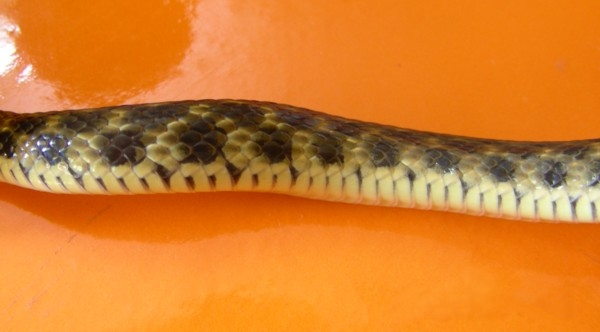
Foto 10 - Corpo da dorso-de-quilha-quadriculada
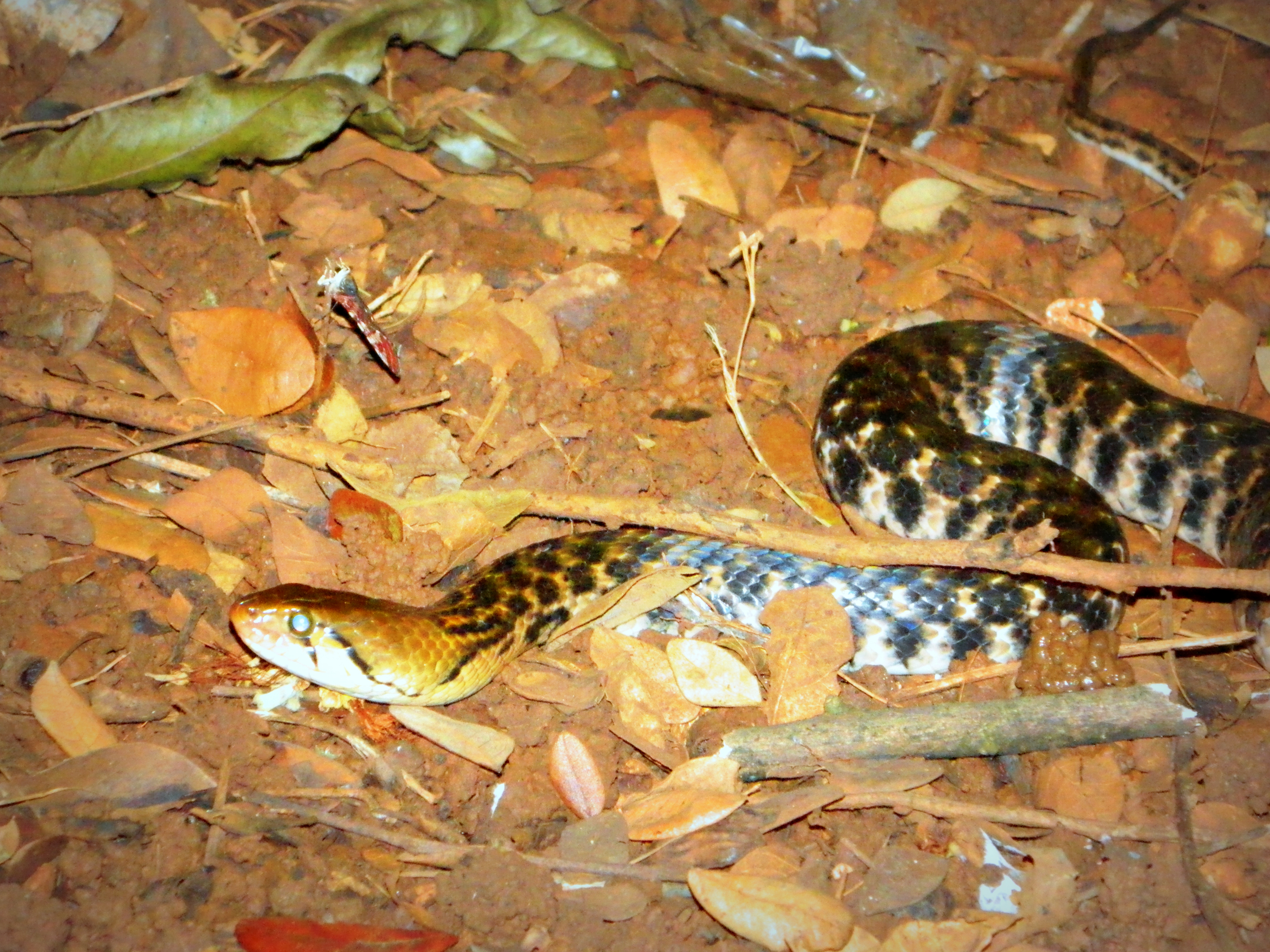
Foto 11 - Na natureza
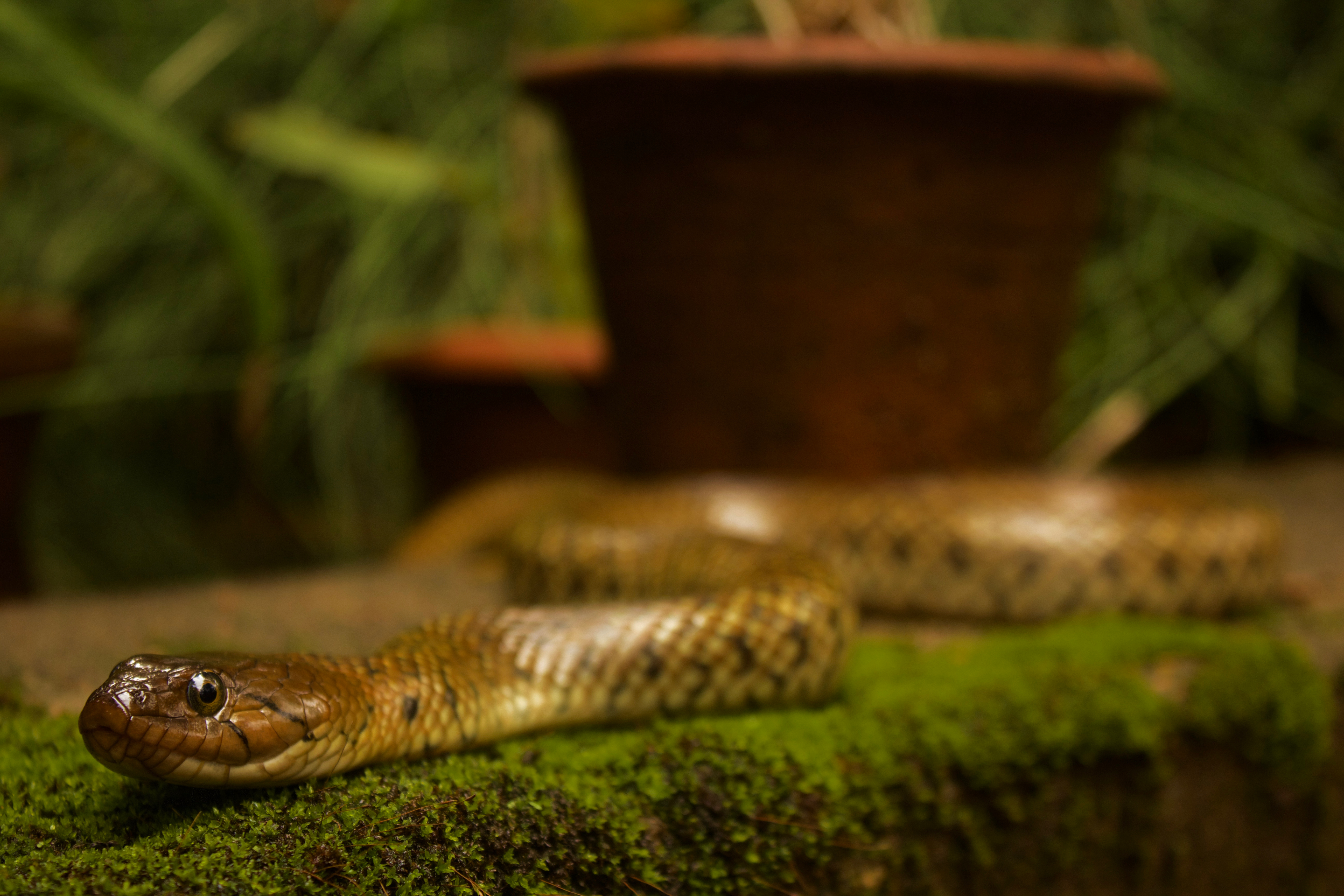
Foto 12 - Tomando sol
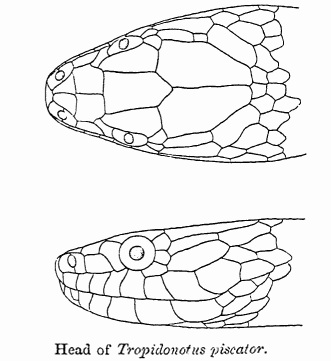
Foto 13 - Padrão de escamas